# Munnoziinae
Munnoziinae es una subtribu de plantas con flores  de la subfamilia Cichorioideae dentro de la familia Asteraceae con los siguientes géneros.

## Descripción
Las hojas son de varios tipos: en Munnozia jussieui son simples y dispuestas en alternancia. en ejemplares de otras especies son carnosas ( Munnozia senecionidis ) en algunas especies de los géneros Chrysactinium, las hojas se tuerecen en espiral, en otras se disponen en una roseta basal ( Chrysactinium hieracoide ). Las inflorescencias son las típicas de las Asteraceae (un tallo con un caparazón compuesto de varias escalas que actúan como protección para el receptáculo en el que se insertan dos tipos de flores: las exteriores liguladas y las internas tubulares ). Puede ser monocefalo (solo la cabeza ) o en forma de corimbo paniculado. Las flores son de colores diferentes: blanco en el género Munnozia , y  también en otras especies de color amarillo.  Los frutos son aquenios, en la mayoría de las especies de esta subtribu, el vilano está ausente.

## Distribución y hábitats
El género Munnozia se distribuye en Costa Rica, Panamá, Venezuela, Colombia, Ecuador, Perú, Bolivia y Argentina, mientras que el género Chrysactinium se encuentra en Ecuador y Perú.

## Géneros
Comprende 2 géneros y unas 54 especies.

- Munnozia Ruiz & Pav.  (8 spp.)
- Chrysactinium (Kunth) Wedd. (46 spp.)